# 高體小鯷
高體小鯷（学名：Anchoa compressa）為輻鰭魚綱鲱形目鳀科的其中一種，分布於中東太平洋區，從美國加州Morro灣至墨西哥下加利福尼亞半島海域，棲息深度可達50公尺，本魚體延長，吻約3/4眼徑，體側具一銀色條紋，臀鰭軟條27-341條，體長可達13.3公分，喜群游，棲息在海灣，以浮游生物為食，通常作為餌魚。

## 擴展閱讀
維基物種上的相關：高體小鯷